# 朱秩煉
岐山悼莊王朱秩煉（1415年10月22日—1436年），明朝慶藩唯一一代岐山王，慶靖王朱㮵的庶第五子，生母何氏。

## 生平
永樂十三年（1415年）生。永樂十九年（1421年）四月，封岐山王。
正統元年（1436年）十月，朱秩煉去世，享年二十二歲，諡號悼莊。因其無子，岐山王的封爵被廢除。
另《明英宗实录》载其于天顺元年（公元1457年）去世，享年四十四岁，但与之前已去世的记载及《庆靖王圹志》载“秩炼先薨”即其先于其父去世矛盾。

## 家庭

### 妻
- 王氏，西城兵馬副指揮王絅女，正統元年（1436年）五月冊為岐山王妃[5]。